# Seitenwechsel. Coming-out im Fußball.
Seitenwechsel. Coming-out im Fußball. ist ein 2011 im Gütersloher Verlagshaus erschienenes Sachbuch von Tanja Walther-Ahrens zum Thema Homosexualität im Fußballsport.

## Inhalt
In einer Mischung aus aufklärenden Texten zu lesbischen und schwulen Lebensweisen, zu Homophobie im Profi- und Breitensport und Interviews mit Sportlern und Sportlerinnen selbst, sowie mit anderen Menschen, die im Sportbereich tätig sind werden sehr unterschiedliche Aspekte des Themas Homosexualität im Fußball beleuchtet. Tanja Walther-Ahrens geht besonders auf die unterschiedlichen Bedingungen und Strukturen des organisierten Männer- und Frauenfußball ein. Weiter bezieht die Autorin eine klare Position in Hinblick auf lesbisch-schwuler Sportorganisationen: Sie sieht diese sehr positiv und als wichtigen Raum für Entspannung und Spaß. Darüber hinaus geht das Buch auch auf existierende Vorurteile und Klischees ein. Den Medien gegenüber nimmt das Buch eine deutlich kritische Rolle ein. Dem Buch vorangestellt ist ein Vorwort von Theo Zwanziger, dem ehemaligen Präsidenten des DFB.

## Entstehungsgeschichte und Rezeption
Tanja Walther-Ahrens gibt an, sie habe das Buch für eine breitere Masse geschrieben. Die intendierte Zielgruppe seien sowohl Menschen aus den LGBT-Communities, die wenig Interesse für Sport hätten, als auch Sportbegeisterte Menschen mit wenig Wissen über die Lebenswelten von homosexuellen Menschen.
Ines Geipel urteilte für die FAZ, das Buch sei informativ und sympathisch, aber nicht sehr realistisch in seinen Vorstellungen.
Der DFB listet das Buch in seiner Informationsbroschüre zum Thema Fußball und Homosexualität.